# Lafoensia acuminata
Lafoensia acuminata är en fackelblomsväxtart som först beskrevs av Hipólito Ruiz López och Pav., och fick sitt nu gällande namn av Dc.. Lafoensia acuminata ingår i släktet Lafoensia och familjen fackelblomsväxter. Inga underarter finns listade i Catalogue of Life.